# 1915 w polityce

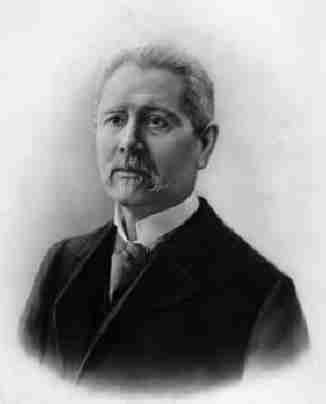
Teofilo Braga

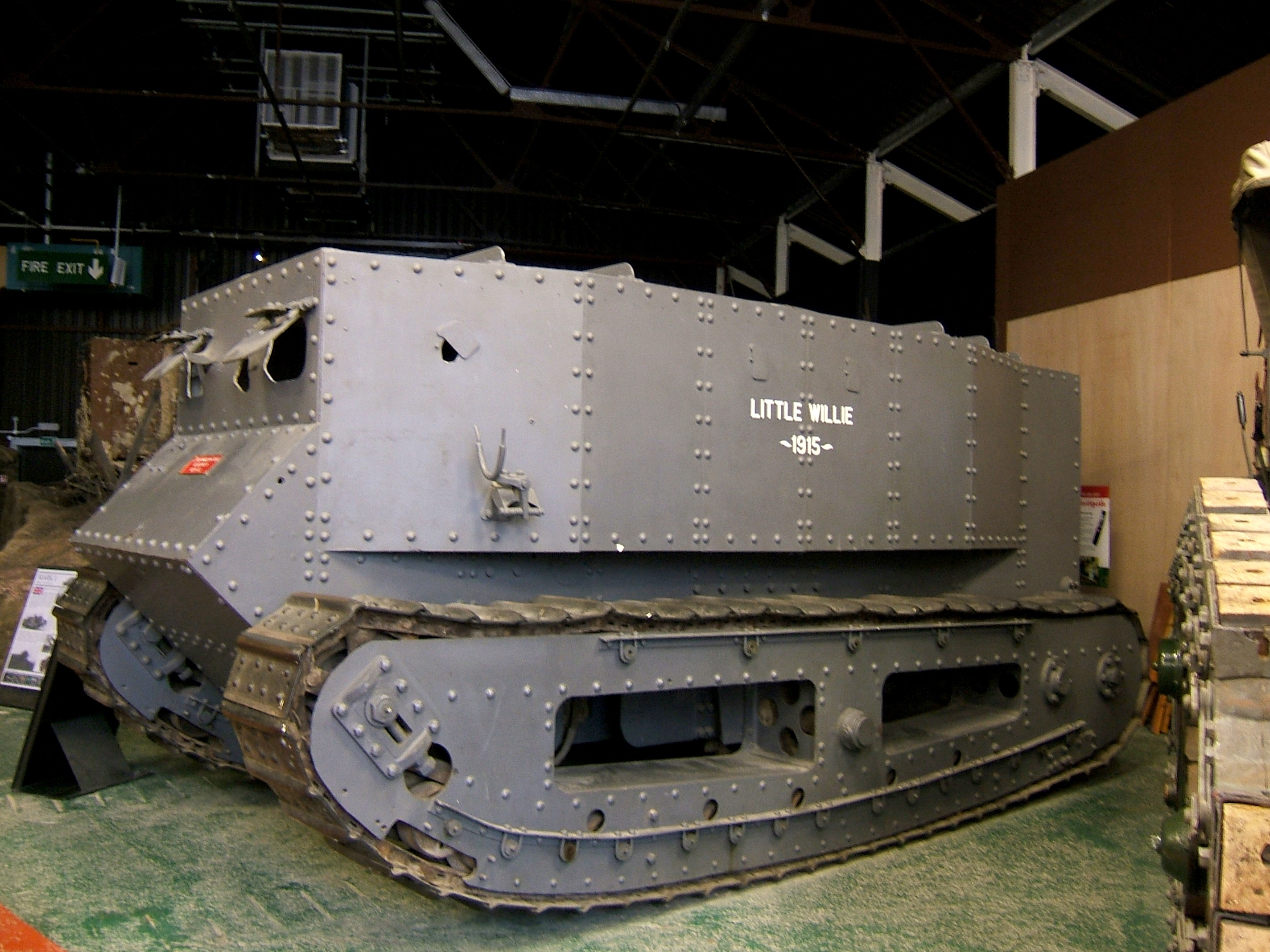
Little Willie

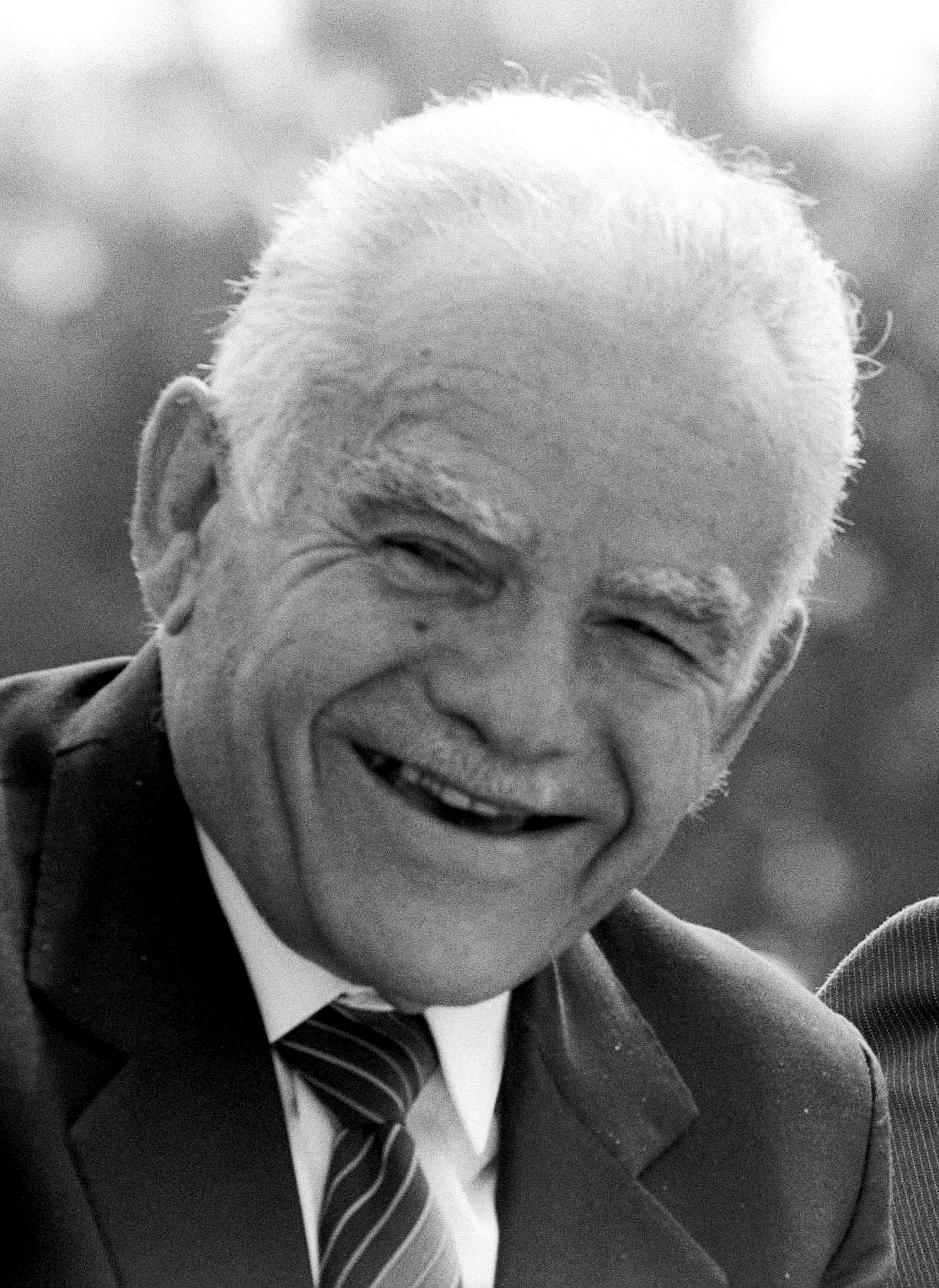
Icchak Szamir

Wydarzenia polityczne w 1915 roku.

## Styczeń
- 13 stycznia – zdymisjonowano ministra spraw zagranicznych Austro-Węgier Leopolda Berchtolda. Jego miejsce zajął István Burián[1].
- 30 stycznia – urodził się John Profumo, brytyjski polityk[2].
- 31 stycznia – Niemcy przeprowadzili pierwszy atak chemiczny w historii: w Bolimowie wojska niemieckie użyły bromku ksylimu przeciwko Rosjanom. Efekt ataku był ograniczony ze względu na złe rozprzestrzenienie gazu w zimnym powietrzu[1].

## Luty
- 9 lutego – zamknięto Kanał Sueski dla statków państw neutralnych[1].

## Kwiecień
- 3 kwietnia – zmarł William Humphreys Jackson, amerykański polityk[3].
- 22 kwietnia – pod Ieper Niemcy zastosowali gaz bojowy (chlor)[1].

## Maj
- 20 maja – urodził się Mosze Dajan, izraelski generał i polityk[4].
- 23 maja – Włochy przeszły na stronę ententy i wypowiedziały wojnę Austro-Węgier[1].
- 29 maja – Teófilo Braga został prezydentem Portugalii[5].

## Czerwiec
- 6 czerwca – amerykański sekretarz stanu, William Jennings Bryan, podał się do dymisji[6].

## Sierpień
- 4 sierpnia – armia rosyjska opuściła Warszawę. Posterunki w mieście objęła Straż Obywatelska[1].
- 5 sierpnia – wojska niemieckie wkroczyły do Warszawy[1].
- 24 sierpnia – rząd niemiecki podjął decyzję o utworzeniu na obszarze ziem polskich generałgubernatorstwa z siedzibą w Warszawie[1].

## Wrzesień
- 1 września – w Kielcach rząd austriacki utworzył generałgubernatorstwo[1].
- 4 września – zmarł John Fuller, brytyjski polityk[7].
- 5–8 września – w Zimmerwaldzie odbyła się pierwsza międzynarodowa konferencja socjalistyczna, w której uczestniczyło 38 delegatów[1].
- 6 września – Brytyjczycy ukończyli budowę pierwszego czołgu Little Willie[8].

## Październik
- 1 października – siedzibę austriackiego generałgubernatorstwa przeniesiono do Lublina[1].
- 14 października – Bułgaria wypowiedziała wojnę Serbii[1].
- 15 października – urodził się Icchak Szamir, premier Izraela[9].

## Listopad
- 11 listopada – urodził się William Proxmire, amerykański polityk[10].
- 25 listopada – urodził się Augusto Pinochet, dyktator chilijski[11].

## Grudzień
- 5 grudnia – powstało Polskie Stronnictwo Ludowe[1].